# Eberhard Neumann-Redlin von Meding

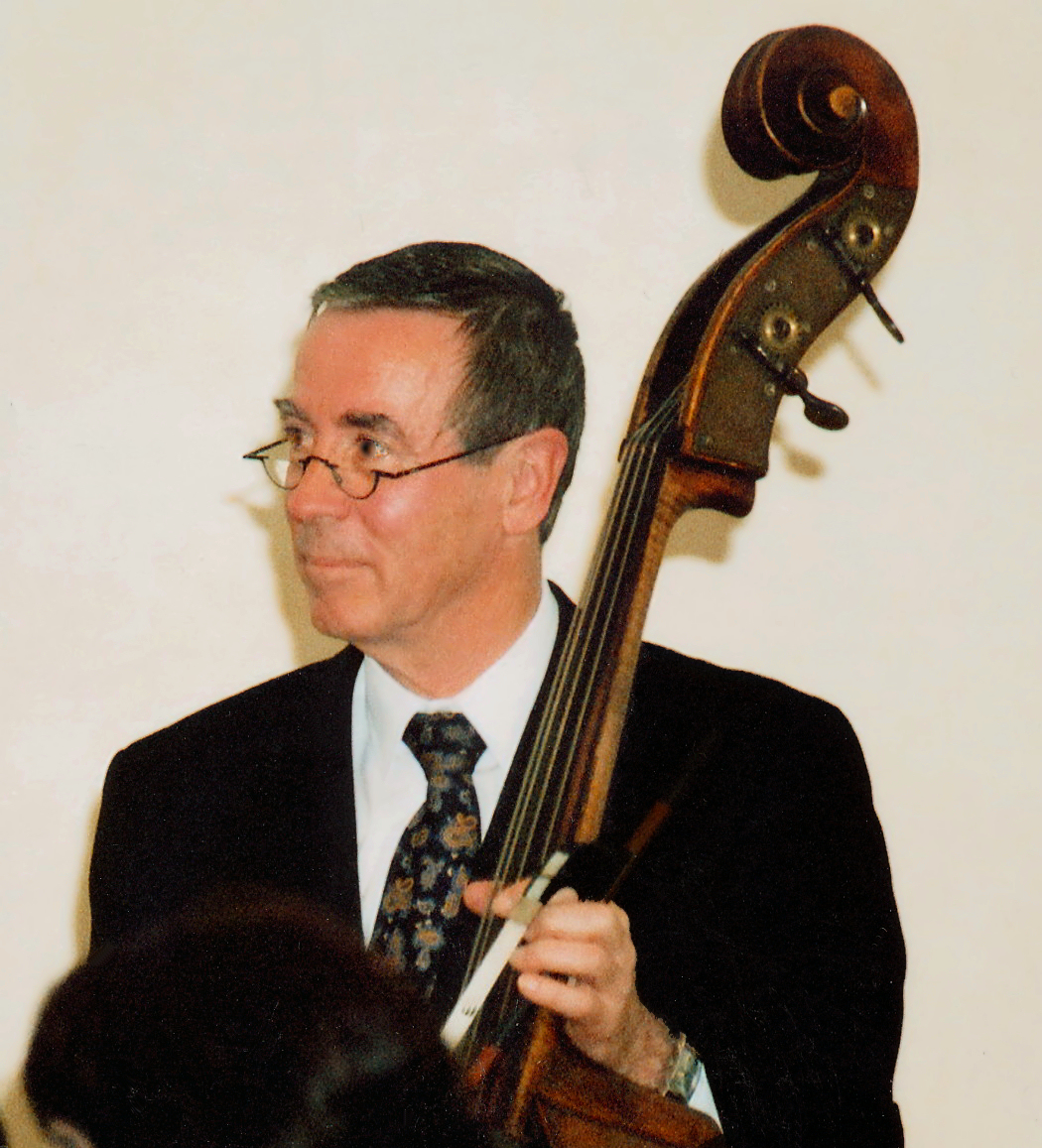
Eberhard Neumann-Redlin von Meding, 2008

Eberhard Neumann-Redlin von Meding (* 14. November 1941 in Danzig) ist ein deutscher Frauenarzt, Königsberg-Historiker und Musiker.

## Leben
Seinen im Jahr 1942 gefallenen Vater Konrad Neumann erlebte Neumann-Redlin nicht. Die Familie lebte bis 1944 in Rauschen im Samland. 1944 flüchtete die Mutter Lieselotte Neumann-Redlin mit den drei Söhnen nach Hagen bei Neustadt am Rübenberge. Nach dem Abitur an der Bismarckschule (Hannover) diente Eberhard Neumann anderthalb Jahre bei der Luftwaffe (Bundeswehr). Ab 1963 studierte er an der Georg-August-Universität Göttingen und der Julius-Maximilians-Universität Würzburg Medizin. Mit einer Doktorarbeit in der Würzburger Pathologie wurde er 1969 zum Dr. med. promoviert. In Frankfurt am Main zum Gynäkologen und Geburtshelfer ausgebildet, war er ab 1976 in leitender Funktion am Ev. Krankenhaus Bethel in Bückeburg tätig; von 1998 bis 2006 war er Ärztlicher Direktor.
Als Übungsleiter für Kontrabass unterrichtete er von 1976 bis 2004 an der Musikschule Schaumburger Märchensänger. Seit 2007 spielt er im Berlin-Brandenburgischen Sinfonieorchester, im European Doctors Orchestra (London) und im World Doctors Orchestra (Berlin).
Durch seine Vorfahren mit Königsberg (Preußen) eng verbunden, verwaltet Neumann-Redlin ein Familienarchiv aus dem Nachlass der Franz-Neumann-Stipendium-Stiftung von 1876. Seit 2004 leitet er sie als Zustiftung der Stiftung Königsberg. Von 2005 bis 2010 betrieb sie in Glambeck bei Joachimsthal ein naturwissenschaftliches Lehrerfortbildungsseminar. Benannt wurde es nach dem Physiker Franz Ernst Neumann, der 1798 in der Nähe von Joachimsthal zur Welt gekommen war. Es wurde von der Brandenburgischen Landesregierung anerkannt und ab 2012 im Potsdamer Extavium fortgeführt.
Neumann-Redlin war als Autor beteiligt an Buchprojekten, die sich mit der Medizinischen Fakultät der Albertus-Universität Königsberg, der Kunstakademie Königsberg und der Berliner Medizinischen Gesellschaft auseinandersetzen. Dazu gehören Biographien über Ernst Neumann, Franz Ernst Neumann, Gotthilf Hagen, Rudolph Koenig und Helene Neumann.
Neumann-Redlin war Oberstabsarzt der Reserve. Mit seiner Frau Reinhild hat er vier Kinder.

## Ehrenämter
- Geschäftsführender Schriftführer der Berliner Medizinischen Gesellschaft (seit 2007)[10]
- Kurator der Stiftung Königsberg[A 1]
- Administrator (mit Dirk Hagen) der Franz-Neumann-Stiftung in der Stiftung Königsberg[11]
- Vorstand Denkmale Glambeck e. V. (2007–2011)[12]
- 2. Vorsitzender der Stadtgemeinschaft Königsberg[13][A 2]

## Ehrungen
- Kronenkreuz der Diakonie in Gold (1999)
- Eintrag in das Goldene Buch der Stadt Duisburg (2012), für sein Wirken als Kurator der Stiftung Königsberg mit ihrem Museum Stadt Königsberg in Duisburg[14]
- Königsberger Bürgermedaille (2018)
- Ehrenmitglied der Berliner Medizinischen Gesellschaft (März 2020)

## Werke
- mit F. Neumann: Helene Neumann. Ostpreußische Landschaft in Bildern, München: 1. Auflage, Stiftung Ostpreußen Hamburg 1979; Leer/Ostfr., 2. Auflage, Rautenberg Verlag 1987. ISBN 978-3-7921-0353-1.
- mit Rudolf Fritsch und Tatjana Schenck: Franz Ernst Neumann (1798–1895): Zum 200. Geburtstag des Mathematikers, Physikers und Kristallographen. LMU München 2005. ISBN 978-3-922480-17-4
- mit Hella Conrad: Ärzte unter dem Hakenkreuz – die Berliner Medizinische Gesellschaft im Nationalsozialismus. Berlin 2013. ISBN 978-3-89773-718-1.
- mit Gabriele Laschinski und Ivar Roots: Die Berliner Medizinische Gesellschaft - ihre Geschichte von 1844 - heute. ABW-Wissenschaftsverlag Berlin, 2024, ISBN 978-3-940615-70-1

### Publikationen
- Vor hundert Jahren: Über die Bedeutung des Knochenmarks für die Blutbildung. Deutsches Ärzteblatt, Jg. 65, Heft 41 (1968), S. 2253–2254.
- mit W. Buttmann: Kaiserschnitt und perinatale Mortalität an einem Kleinstadt-Krankenhaus. Geburtshilfe und Frauenheilkunde 33 (1973), S. 882–885.
- mit W. Horstschäfer: Ein seltener Fall von Cancer en cuirasse bei einem 24 Jahre unbehandelten Mammakarzinom. Zentralblatt für Gynäkologie 97 (1975), S. 568–572.
- Grundstein der modernen Andrologie. Zur Erforschung von Sertolizellen und Samenkanälchen. Sexualmedizin 12 (1976), S. 891–894.
- Ärztlicher Schutz von Kindern und Jugendlichen vor Misshandlung und Vernachlässigung. Berlin Medical 4. Jg., Nr. 2 (2007), S. 17–19.
- mit J. Spranger und W. Zidek: Das Metabolische Syndrom. Berlin Medical 4. Jg., Nr. 4 (2007), S. 16–19.
- Nano-Krebs-Therapie. Meilenstein oder Irrweg der Therapie des lokalen Malignoms. Berlin Medical Jg. 5, Nr. 4 (2008), S. 10–13.
- Der Einsatz von molekularmedizinischen Medikamenten spart Krankheitskosten. Berlin Medical 6. Jg., Nr. 1 (2009), S. 34–36.

### Medizingeschichtliche Beiträge
- Internationaler Kongreß in Kaliningrad anläßlich der Gründung der Albertus-Universität in Königsberg. Der Frauenarzt 36 (1995), S. 181–183.
- mit J. von Meding: Karl Gottfried Hagen und die wissenschaftliche Pharmazie an der Albertus-Universität in Königsberg/Preußen. Geschichte der Pharmazie, DAZ-Beilage 51 (1999), S. 53–59.
- Vor 150 Jahren: Die Beschreibung der Retroperitonealfibrose am Krankheitsbild F. W. Bessels. Der Urologe 36 (1996), S. 378–382.
- Immanuel Kant und der Naturwissenschaftler Karl Gottfried Hagen. Jahrbuch Preußenland 42 (2004), S. 40–57.
- 150 Jahre Berliner Medizinische Gesellschaft. Wissenschaftliche Information auf hohem Niveau. Deutsches Ärzteblatt J. 108, H. 1/2 (2011), S. C37
- Königsberg und Berlin: Universitätskliniken der Ophthalmologie im 19. Jahrhundert. Jahrbuch Preußenland 5 (2014), S. 123–146.

### Königsberger Bürgerbriefe
- Helene Neumann (1874–1942), Malerin aus Königsberg. Ausstellungen ihrer Werke in Kaliningrad und Duisburg. 44 (1995), S. 31–33.
- Flucht, Vertreibung, Deportation. Bericht über Gedenkstunde Paulskirche Frankfurt am Main am 28.5.1995. 44 (1995), S. 61–62.
- First International Ernst Neumann Award. Ausstellung in Düsseldorf, International Society of Experimental Hematology. 45 (1995), S. 64–66.
- F. W. Bessel im Kreise der Königsberger Naturwissenschaftler. Festrede und Vortrag 17. März und 20. Juni 1996 zum 150. Todestag Friedrich Wilhelm Bessels. 47 (1996), S. 40–45 (Minden und Kaliningrad)
- Adoptionsmöglichkeit deutscher Kinder von russischen Familien 1945–1948. Bericht über Dissertation. H. Pfeiler-Breitenmoser Philosophische Fakultät Univ. Hamburg. 47 (1996), S. 72–73.
- Hermann Helmholtz in Königsberg. Zum 175. Geburtstag des Anatomen, Physiologen und Physikers. 47 (1996), S. 37–39.
- Ernst August Hagen. Zum 200.Geburtstag des ersten preußischen Professors für Kunstgeschichte. 48 (1997), S. 56–59.
- Franz Neumann (1798–1895). Zum 200. Geburtstag des Königsberger Physikers und Mineralogen. 51 (1998), S. 40–45.
- Universitätsfeier mit Enthüllung des Franz Neumann-Reliefs im Universitätsgebäude am 25./26.9.1998, Ansprache. 51 (1998), S. 66–67.
- 250 Jahre: Karl-Gottfried Hagen. Ausstellung im Museum Stadt Königsberg zum 250. Geburtstag. Abdruck des Vortrags. 53 (1999), S. 86–90.
- Denkmal für einen großen Brandenburger. Enthüllung eines Denkmales in Mellin/Glambeck, dem Geburtsort Franz Neumanns. 51 (1999), S. 67–68:
- Helene Neumann Ausstellung Brachert Museum Ostradnoije. Ansprache 6.6.99 im Museum. 53 (1999), S. 68–69.
- Karl Gottfried Hagen (1749–1829), der letzte Universalgelehrte der Universität Königsberg (Pr.). Betrachtung zu einer Ausstellung im Museum Stadt Königsberg in Duisburg. Duisburger Journal 1 (2000), S. 11.
- Amerikanisch-russische Hommage an Königsberg. Konzertreihe zur EXPO 2000 zum Wiederaufbau des Königsberger Doms. 55 (2000), S. 64–66.
- Nachruf Prof. Kasimir Lawrynowicz (21.3.1941–21.2.2002). 58 (2002), S. 68–69.
- Hermann Goetz (7.12.1840–3.12.1876). 58 (2002), S. 34–35.
- Ernst August Hagen und die Begründung der Alterthumsgesellschaft Prussia, in: Zur Kulturgeschichte Ost- und Westpreußens. Prussia Gesellschaft für Heimatkunde Ost- und Westpreußens, Husum 2003.
- Gustav Robert Kirchhoff. Russische Biographie von Prof. V. Bogomolov, Kaliningrad-Königsberg. 60 (2003), S. 59–60.
- Franz-Neumann-Stipendium Stiftung gegr. 1876. Universität Königsberg errichtet 1834 ein „Mathematisch-physikalisches Seminar Franz Neumann“. 63 (2003), S. 30–31.
- Zum 60. Todestag des Wahl-Königsbergers Kurt Losch – Ausstellung in Berlin vom 4.5.–31.5.2004. 62 (2004), S. 30.
- Zum Verbleib der archäologischen Funde des legendären Prussia-Museums. Eine Standortbestimmung aus Anlass der 750-Jahrfeier der Stadt Königsberg. 64 (2005), S. 44–45.
- Ernst August Hagen und die Kunstakademie. Zum 160. Jubiläum der Eröffnung der Akademie im Jahre 1845. 64 (2005), S. 42–43.
- Königsberg – „Mekka“ der Naturwissenschaften. 64, (2005), S. 66–68.
- Das Königsberger Seminar (1834) dient als Vorbild für das erste „Franz-Neumann-Seminar“ (Nov. 2005) in Potsdam. 67 (2006), S. 43–44.
- Das Altarbild „Noli me tangere“ in der evangelischen Kapelle des Königsberger Doms. 68 (2006), S. 26–27.
- Erzwungene Wege. Berliner Ausstellung der Stiftung „Zentrum der Vertreibung“ im Jahre 2006. 68 (2006), S. 74–75.
- Zur Geschichte der Chirurgischen Universitätsklinik in Königsberg. 69 (2007), S. 20–22.
- Königsberg, Geburtsstätte der Augenheilkunde in Preußen um 1850–1875. 70 (2007), S. 53–55.
- Carl Gottfried Neumann – Zum 175. Geburtstag des Königsberger und Leipziger Mathematikers. 70 (2007) S. 55–56.
- Schuke-Orgel im „Königsberger Dom“ nach dem Vorbild der Mosengel-Orgel von 1721. Königsberger Bürgerbrief 71 (2008), S. 39–42.
- Die Geschichte des Friedensordens „Pour le Mérite“ im Blickwinkel der Königsberger Naturwissenschaften. 71 (2008), S. 56–59.
- Königin Luise-Ausstellung im Museum am Friedländer Tor in Königsberg. 72 (2008), S. 72–73.
- Aktueller denn je: Das wissenschaftliche Erbe des Königsberger Prussia-Museums. 73 (2009), S. 58–61.
- Das wissenschaftliche Erbe des Königsberger Prussia Museums – aktueller denn je. 73 (2009), S. 58–61.
- 60 Jahre Stadtgemeinschaft Königsberg: Königsberger Musikleben. Referat über die Ausstellung im Museum Stadt Königsberg. 74 (2009), S. 48–53.
- Karl August Burow (1809–1874). Ein verkannter Wegweiser der preußischen Chirurgie und Augenheilkunde. 74 (2009), S. 45–47.
- Das Hygiene-Institut zu Königsberg. 75 (2010), S. 24–27.
- Zeugnisse Königsberger Bernsteins in Paris und Göttingen. 76 (2010), S. 63–64.
- Karl Wilhelm von Kupffer (1829–1902) – Verbindungen zwischen dem Prussia Museum und R. Virchow Berlin. 76 (2010), S. 58–59.
- Königsberger Haffkrankheit. 76 (2010), S. 57.
- Die Hofapotheke zu Königsberg. 77 (2011), S. 53–55.
- Verein für wissenschaftliche Heilkunde. 78 (2011), S. 49–52.
- mit D. Hagen: Heinrich August Hagen. 78 (2011), S. 48–49.
- Die Universitätsfrauenklinik Königsberg. 79 (2012), S. 58–61.
- Die Gelehrten auf dem alten Neuroßgärter Friedhof. 80 (2012), S. 54–56.
- Königsberg ist meine Heimat – Nechama Drober. 80 (2012), S. 84–85.
- Die Blutsverwandtschaft zwischen Genf und Königsberg – Max Askanazy. 80 (2012), S. 52–53.
- Universitätskinderklinik Königsberg 1925–1945. 81 (2013), S. 44–47.
- Hatte Immanuel Kant einen wahren Freund? Vortrag im Dom zu Königsberg/Kaliningrad. 81 (2013), S. 48–51.
- Die Städtische Kinderklinik. Hommage an die Kinderärzte C. Falkenheim, H. Rau und O. Sprockhoff. 82 (2013), S. 28–31.
- Die Königsberger „Deutsche Auskunftei 1930“ der Nationalsozialisten mit Beiträgen zu Oskar Samter, Leo Borchardt und Walter Simon. 83 (2014), S. 40–46 (Ergänzungen 84 (2014), S. 39–40)
- Rudolf Cohn (1862–1938) Hochschullehrer und Kunstmäzen. 83 (2014), S. 44–45.
- Die Medizinische Klinik der Albertus-Universität. K84 (2014), S. 32–38.
- Carl Heinrich Hagen (1785–1856). 85 (2015), S. 55–58.
- Julius Jacobson (1828–1889). 85 (2015), S. 45–47.
- mit H. Kories und Chr. Neumann-Redlin: Wer war eigentlich Carl Gottfried Neumann? Grundwasser Bd. 20, Heft 2 (2015), S. 72–73.
- Von den Anfängen ostpreußischer Hausfrauenbünde bis zur Bezeichnung „Meisterin der Hauswirtschaft“. Teil I bis 1914. KB Nr. 86 (2015), S. 35–41.
- Elisabet Boehm (1859–1943) und Helene Neumann (1874–1942): Wegbereiterinnen für den Beruf der „Hauswirtschaftslehre“. KB Nr. 86 (2015), S. 32–34.
- Von den Anfängen ostpreußischer Hausfrauenbünde bis zur Bezeichnung "Meisterin der Hauswirtschaft", Teil II 1914 – 1945. KB Nr. 87 (2016), S. 24–31.
- Olga Friedemann (1857–1935). Wegbereiterin der hauswirtschaftlichen Berufsausbildung zur "Meisterin der Hauswirtschaft". KB Nr. 87 (2016), S. 32–33.